# 帕蒂·施尼德
帕蒂·施尼德（Patty Schnyder，1978年12月14日—），瑞士職業網球女運動員（1994年—），最高單打排名為世界第7。她曾參加1996年夏季奧運會、2004年夏季奧運會和2008年夏季奧運會。

## 外部連結
- 官方网站（德文）
- 官方网站（英文）
- 帕蒂·施尼德的国际女子网球协会官方資料（英文）
- 帕蒂·施尼德的國際網球總會 職業／青少年 官方資料（英文）
- Fed Cup - Player profile - Patty SCHNYDER (SUI) （页面存档备份，存于）